# Minutemen (film)
Minutemen er en Disney Channel Original Movie fra 2008 som fik premiere på Disney Channel USA 25. januar og på, Disney Channel Scandinavia 29. februar.
De 3 skuespillere, der medvirker i film "Minutemen" er Luke Benward, Jason Dolley og Nicholas Braun.